# Women's World Championship (WWE)
Women's World Championship je titul v profesionálním wrestlingu žen vytvořený a propagovaný americkou společností WWE, lze jej získat v show Raw. Je to jeden ze dvou ženských světových titulů pro hlavní roster WWE, spolu s WWE Women's Championship ve SmackDownu. Současnou (2024) šampionkou je Becky Lynch, která ho prozatím ovládla pětkrát. Titul získala tím, že vyřadila Liv Morgan v zápase Battle Royal v epizodě Raw dne 22. dubna 2024. Předchozí šampionkou byla Rhea Ripley, ta se ho musela vzdát kvůli zranění.
Titul byl vytvořen a odhalen 23. srpna 2016 v epizodě SmackDown jako protějšek WWE Women's Championship, který se stal exkluzivním pro Raw v důsledku WWE Draftu 2016 a přejmenován na Raw Women's Championship. První šampionkou se stala Becky Lynch. V důsledku WWE Draftu v roce 2023 se tituly Raw a SmackDown pro ženy prohodily, přičemž šampionát SmackDown Women's Championship byl následně přejmenován na Women's World Championship, zatímco Raw Women's Championship se vrátil ke svému původnímu názvu WWE Women's Championship.
Zápas o tento titul jakožto hlavní tahák večera byl poprvé na akci TLC: Tables, Ladders & Chairs v roce 2018 a společně s Raw Women's Championship v roce 2019 na největší celoroční akci WrestleManii, stejně jako v roce 2021. V únoru 2023 se na akci Elimination Chamber konané v Perthu uskutečnil znovu zápas o tento titul.

## Historie působení titulu
| Datum          | Show      | Poznámky |
| -------------- | --------- | --- |
| 23. srpna 2016 | SmackDown | Šampionát byl založen pro SmackDown poté, co byla WWE šampionka Charlotte Flair draftována do Raw, přičemž její titul byl přejmenován na Raw Women's Championship. Becky Lynch se následně 11. září stala šampionkou SmackDownu na Backlashi. |
| 8. května 2023 | Raw       | Šampionka SmackDownu Rhea Ripley byla draftována do Raw, její titul získal nový design a název |